# Celastrina gigas
Celastrina gigas är en fjärilsart som beskrevs av Arthur Francis Hemming 1928. Celastrina gigas ingår i släktet Celastrina och familjen juvelvingar. Inga underarter finns listade i Catalogue of Life.